# Ayaka Kōra
Ayaka Kōra (高良彩花, Kōra Ayaka), née le 22 mars 2001 à Nishinomiya, est une athlète japonaise, spécialiste du saut en longueur.

## Biographie
Ayaka Kōra est médaillée d'argent du saut en longueur aux Championnats du monde juniors 2018.
Elle remporte la médaille d’argent sur le saut en longueur lors des Championnats d’Asie 2019.

## Palmarès
| Date | Compétition                   | Lieu    | Résultat | Marque |
| ---- | ----------------------------- | ------- | -------- | ------ |
| 2018 | Championnats du monde juniors | Tampere | 2e       | 6,37 m |
| 2019 | Championnats d'Asie           | Doha    | 2e       | 6,16 m |
| 2019 | Universiade                   | Naples  | 12e      | 6,10 m |

## Records
| Épreuve          | Épreuve   | Marque | Lieu    | Date            |
| ---------------- | --------- | ------ | ------- | --------------- |
| Saut en longueur | Plein air | 6,44 m | Gifu    | 9 juin 2018     |
| Saut en longueur | En salle  | 6,05 m | Tallinn | 22 février 2019 |